# Karl Kobes
Karl Kobes (* 23. August 1869 in Wien; † 8. November 1950 ebenda) war ein österreichischer Maschinenbauer und Hochschullehrer. Er war Rektor der Technischen Hochschule Wien.

## Leben
Karl Kobes studierte an der Technischen Hochschule Wien unter anderem bei Johann von Radinger und Leopold von Hauffe, wo er 1894 die zweite Staatsprüfung aus Bauingenieurwesen und 1897 aus Maschinenbau ablegte. Ab 1898 war er als Konstrukteur an der TH Wien tätig. 
1902 wurde er zum außerordentlichen Professor berufen. 1905 promovierte er zum Dr. techn. und wurde zum ordentlichen Professor der Theoretischen Maschinenlehre und des Maschinenbaues berufen. In den Studienjahren 1913/14 und 1914/15 stand er als Dekan der Maschinenbauschule vor, im Studienjahr 1919/20 war er gewählter Rektor der Technischen Hochschule Wien. Während seines Rektorates konnten erstmals auch Frauen als ordentliche Hörer inskribieren. 1935 wurde er emeritiert, supplierte aber seine Vorlesungen bis 1939. Das Komturkreuz des österreichischen Verdienstordens wurde ihm 1936 verliehen. Kobes wurde zum Hofrat und 1944 zum Ehrensenator der TH Wien ernannt. In seiner wissenschaftlichen Arbeit wies er unter anderem nach, dass die Durchschlagsgeschwindigkeit bei Eisenbahn-Saugluftbremsen höher sein kann als die Schallgeschwindigkeit. 
Karl Kobes starb 1950 im Alter von 81 Jahren. 1990 wurde nach ihm die Kobesgasse im 22. Wiener Gemeindebezirk Donaustadt benannt.

## Publikationen (Auswahl)
- 1905: Die Druckverhältnisse in der Francisturbine und der Druck auf den Spurzapfen, Zeitschrift des Österreichischen Ingenieur- und Architekten-Vereines (ÖIAZ), S. 669–679
- 1906: Studien über den Druck auf den Spurzapfen der Francisturbinen mit lotrechter Welle, ÖIAZ
- 1906: Der Druck auf den Spurzapfen der Reaktionsturbinen und Kreiselpumpen
- 1906: Studien über den Druck auf den Spurzapfen der Reaktionsturbinen, ÖIAZ
- 1906: Die Druckverhältnisse in einer um eine horizontale Achse rotierenden Wassermasse und der axiale Schub bei Francis-Turbinen mit liegender Welle, ÖIAZ
- 1906: Der Druck auf den Spurzapfen der Jonval-Turbinen, ÖIAZ
- 1906: Vollturbinen und Kreiselpumpen
- 1908: Versuche an einem Dieselmotor (Elektrische Leistungsmessung über zwei Riementriebe), ÖIAZ
- 1908: Über den Wirkungsgrad von Riementrieben, ÖIAZ
- 1910: Die Durchschlagsgeschwindigkeit bei den Luftsauge- und Druckluftbremsen: Studien über unstetige Gasbewegungen, ÖIAZ
- 1910: Neue Versuche über die Durchschlagsgeschwindigkeit bei der Luftsauge-Schnellbremse, ÖIAZ